# Lista de bairros de Ypané
Esta é a lista dos 32 bairros da cidade paraguaia de Ypané.
| N° | Bairro            |
| -- | ----------------- |
| 1  | Colonia Thompson  |
| 2  | Santa Teresa      |
| 3  | 8 de diciembre    |
| 4  | Cañadita          |
| 5  | Ytororó           |
| 6  | San Diego         |
| 7  | Pilar del Este    |
| 8  | Los Nogales       |
| 9  | 14 de mayo        |
| 10 | Puerta de Ypané   |
| 11 | San Francisco     |
| 12 | Virgen de Fátima  |
| 13 | Virgen del Carmen |
| 14 | Virgen Del Pilar  |
| 15 | San Antonio       |
| 16 | Chaco'i           |
| 17 | San Pedro         |
| 18 | San José          |
| 19 | Compañía 7        |
| 20 | Paso de Oro       |
| 21 | Rosado Guazú      |
| 22 | Altos de Ypané    |
| 23 | Costa Alegre      |
| 24 | Potrerito         |
| 25 | María Auxiliadora |
| 26 | San Isidro        |
| 27 | San Blas          |
| 28 | San Nicolás       |
| 29 | San Miguel        |
| 30 | San Cayetano      |
| 31 | Ytororó Isla      |
| 32 | Achucarro         |